# Khổng Môn Thập triết
Khổng Môn Thập triết (孔門十哲) là nhóm 10 triết gia lỗi lạc của Nho giáo Trung Quốc thời kỳ đầu, tất cả đều là môn đệ do Khổng Tử trực tiếp truyền dạy, được chia thành 4 nhóm nhỏ: "đức hạnh", "ngôn ngữ", "chính sự" và "văn học", do đó còn có tên gọi khác là Tứ Khoa Thập triết (四科十哲).
Mười triết gia được lưu danh và phân loại dựa theo nội dung trong thiên "Tiên tiến" của Luận Ngữ: "Khổng tử nói: Những người cùng theo ta sang nước Trần, nước Sái nay không còn ở bên ta nữa. Về đức hạnh tốt có: Nhan Hồi, Mẫn Tử Khiên, Nhiễm Bá Ngưu, Trọng Cung. Khéo ăn nói giao tiếp có: Tử Ngã, Tử Cống. Giỏi chính trị có: Nhiễm Cầu, Tử Lộ. Tài văn học có: Tử Du, Tử Hạ." (子曰:"从我於陈、蔡者，皆不及门也。德行：颜渊、闵子骞,冉伯牛,仲弓。言语：宰我,子贡。政事：冉有,季路。文学：子游、子夏。)

## Đức hạnh
- Nhan Hồi (顏回, 521?–481 TCN), tự Tử Uyên, còn gọi là Nhan Uyên, hậu thế truy tặng là "Duyện công", người nước Lỗ. Ông là cao đồ của Khổng Tử, đứng đầu hàng Tứ Phối. Người sau xưng là Phục Thánh Nhan Uyên. Nhan Uyên theo Khổng Tử từ năm 16, 17 tuổi, từng chia sẻ hoạn nạn với Ngài ở Khuông, Trần, Sái. Nhà nghèo nhưng an bần, lạc đạo, hiếu học, giữ đức khiêm cung [1], kính trọng thày như cha của mình vậy. Nhan Uyên ý hợp tâm đầu với Khổng Tử, biết lẽ xuất xử hành tàng như Ngài, khi học thích hỏi về đức nhân, về trị quốc, một lòng tu đạo tiến đức. Ông mất năm 481 khi mới hơn 30 tuổi, Khổng Tử nghĩ rằng Nhan Uyên là người kế tục sự nghiệp truyền đạo Nhân của mình mà nay mất đi nên thất vọng rất lớn [2].
- Mẫn Tổn (闵损, 536-487 TCN), tự Tử Khiên, hậu thế truy tặng là "Bí hầu", người nước Lỗ. Ông là người đại hiếu (có tích trong Nhị Thập Tứ Hiếu)[3][4]. Không ưa quyền thế, xa hoa, ưa đạo hạnh, ẩn dật. Dáng điệu thư thái, ngôn từ đoan chính [5].
- Nhiễm Canh (冉耕, 544 TCN-?), tự Bá Ngưu, hậu thế truy tặng là "Vận hầu", "Đông Bình công" rồi "Vận công", người nước Lỗ. Đạo đức như Mẫn Tử, Nhan Uyên, Trọng Cung. Sau bị bệnh hiểm nghèo mà mất.
- Nhiễm Ung (冉雍, 522-?), tự Trọng Cung, hậu thế truy tặng là "Tiết hầu", người nước Lỗ. Ông là người có đức hạnh, vì người cha không ra gì nên không được bổ dụng. Khổng Tử an ủi ông, cho rằng ông cũng như "Con bê là con của bò lang lông đỏ hai sừng cân đối. Người ta cho là mẹ nó lang nên không dùng nó làm vật tế. Thần núi thần sông có nỡ bỏ rơi nó đâu?" [6], là người "có thể ngồi quay mặt hướng nam" [7]. Sau ông ra làm quan với nhà họ Qúy. Trọng Cung hay hỏi về nhân, về sùng đức, chính trị.

## Ngôn ngữ (ăn nói giao tiếp)
- Tể Dư (宰予 ?-482), tự Tử Ngã, hậu thế truy tặng là "Tề hầu", người nước Lỗ. Ông có tài biện bác, có khiếu chính trị, chủ trương "nhân" là liều chết cứu người, chỉ nên để tang cha mẹ một năm thôi. Sau Tử Ngã làm quan ở nước Tề, chết năm 482 trong loạn Điền Hằng.
- Đoan Mộc Tứ (端木賜, 520–456 TCN), tự Tử Cống, hậu thế truy tặng là "Lê hầu", người nước Vệ. Ông có tài biện bác, có khiếu chính trị, Khổng Tử cho rằng ông "có tài năng, làm quan chắc sẽ thuận lợi thôi. (Tài dã đạt, ư tòng chính hồ hà hữu)"[8]. Tử Cống có một thời gian ra làm quan cho nước Lỗ, ông là môn đồ thân cận nhất của Khổng Tử, được Khổng Tử tâm sự, đàm đạo cùng về sĩ, về đạo của người quân tử, về các nhân vật tiếng tăm, về chính trị, về đối nhân xử thế và luân lý. Ông tự nhận mình thua Nhan Hồi, mới chỉ được truyền nhân đạo chứ chưa được truyền thiên đạo. Khi Khổng Tử quy thiên, Tử Cống cư tang thày 6 năm.

## Chính sự
- Nhiễm Cầu (冉求, 522TCN-?), tự Tử Hữu nên còn được gọi là Nhiễm Hữu, hậu thế truy tặng là "Từ hầu", người nước Lỗ. Ông được nhận xét là người có tài chính trị [8], nhưng Khổng Tử cho rằng ông chỉ làm được gia thần, không làm được đại phu. Nhiễm Hữu từng làm gia thần cho Quí Khang Tử, tuy nhiên ông không ngăn ngừa được những sự lạm dụng của họ Quý, lại còn cố ra sức làm giàu cho họ Quý, nên Khổng Tử không còn coi ông là học trò nữa [9]. Nhiễm Hữu có vẻ người đoan chính, nhưng tính tình lại nhút nhát, cho rằng sức mình không theo nổi đạo Khổng[10].
- Trọng Do (仲由, 542 - 480TCN), tự Tử Lộ, hậu thế truy tặng là "Vệ hầu", người nước Lỗ. Cũng như Mẫn Tử Khiên, ông là người đại hiếu, thường đi đội gạo đường xa hàng trăm dặm về nuôi cha mẹ, sau này khi đã quan cao lộc hậu thường than phiền là không còn cha mẹ để được phụng dưỡng như xưa nên Khổng Tử khen ông là người chí hiếu. Tử Lộ tính tình cương trực, nóng nảy, thô lỗ, không biết quyền biến nhưng là người rộng rãi, có khả năng xử án quyết đoán đúng sai[11]. Trong số học trò của Khổng Tử cũng chỉ có ông dám phê bình hoặc can gián Khổng Tử. Tử Lộ cũng là người thích lễ nghi, hình thức, lo thờ phụng quỷ thần, thích cầm quân. Ông là người theo Khổng Tử rất sớm và cùng đồng cam cộng khổ với Khổng Tử trên đường lưu lạc. Khổng Tử cho rằng, tính Tử Lộ cương quyết, nóng nảy xung đột, tuy có thể ra làm quan nhưng chỉ có thể làm gia thần, không thể làm đại phu, bởi học vấn của ông mới chỉ lên tới "nhà", chưa vào tới "phòng" [12] còn sợ rằng với tính cách ấy, Tử Lộ có thể nhận lấy cái chết bất đắc kỳ tử [13]. Sau này Tử Lộ làm quan tể ấp Bồ nước Vệ, gia thần của đại phu Khổng Khôi, rồi chết năm 480 TCN trong chính biến giành ngôi quân chủ nước Vệ giữa hai cha con Vệ Trang Công và Vệ Xuất Công. Khổng Tử nhận tin, thương xót ông như con mình.

## Văn học
- Ngôn Yển (言偃, 506TCN-443TCN), tự Tử Du, hậu thế truy tặng là "Ngô hầu", người nước Ngô. Ông là người ưa văn học, nho phong, chủ trương không nên đàn hặc người trên, chỉ trích bè bạn nhiều. Tử Du Làm quan Tể ấp Võ Thành, đem nhạc dạy dân.
- Bốc Thương (卜商, 507 TCN -?), tự Tử Hạ, hậu thế truy tặng là "Ngụy hầu", người nước Vệ. Ông là người ưa văn học nhưng chưa đạt đạo Trung Dung. Khổng Tử khuyên ông nên sống cao thượng và dạy về hiếu, sau có mở trường dạy học. Ông chủ trương tuần tự nhi tiến (tiến hành theo đúng một trình tự nhất định), con người phải hướng lên trên, phải có tâm thành, không nên quá ưa hào nhoáng và quân tử không nên mất thì giờ vào những việc nhỏ. Đã học, phải chuyên tâm, phải học cho súc tích, sâu rộng, nên chọn những người hay mà giao tiếp.